# Alma Cogan

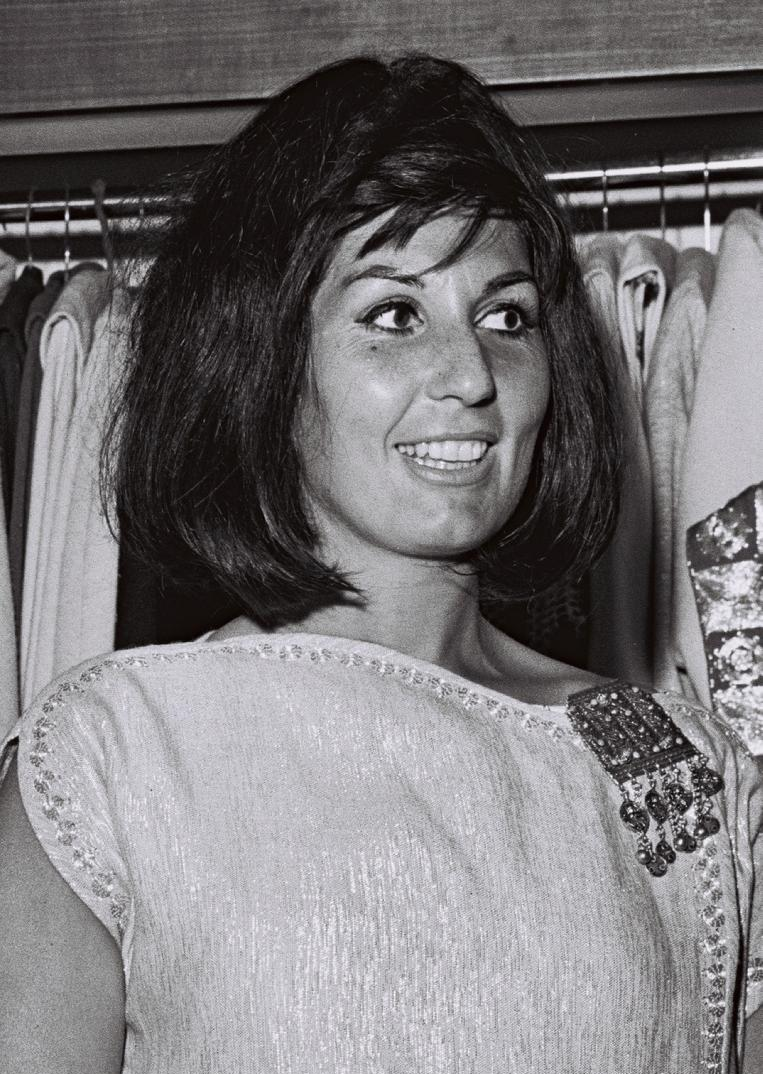
Alma Cogan w Tel Awiwie (1963)

Alma Cogan (ur. 10 maja 1932 w Londynie, zm. 26 października 1966 tamże) – brytyjska wokalistka.
Po występach w rewiach scenicznych została dostrzeżona przez impresaria Wally'ego Ridleya i podpisała kontrakt z wytwórnią HMV Records.
Śpiewała w duetach z Frankie Vaughanem, Ronnie Hiltonem i Ocherem Nebbishem.
Napisała wiele piosenek pod pseudonimem Al Western, m.in. Wait for Me, I Only Dream of You.

## Najpopularniejsze nagrania
- Dreamboat (1955 – największy przebój)
- Bell Bottom Blues
- Little Things Mean a Lot
- Never Do a Tango with an Eskimo
- The Birds and the Bees
- Why Do Fools Fall in Love
- Tell Him.